# Cosroes V de Persia

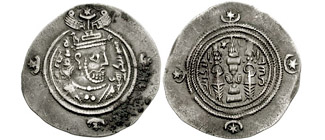
Moneda con la efigie de Cosroes V.

Farrukhzad Khosrow V (en griego: Cosroes V) fue brevemente rey del Imperio Sasánida desde marzo de 631 hasta abril de 631. Era hijo de Cosroes II.

## Biografía
Farrukhzad Khosrau V era el hijo de Cosroes II. Dado que se dice que su padre tuvo un shabestan con más de 3.000 concubinas, no se sabe si una de estas concubinas era su madre o la esposa favorita de Cosroes II, Shirin. Farrukhzad Khosrau también tuvo muchos otros hermanos y medios hermanos llamados Mardanshah, Juvansher, Borandukht, Kavadh II, Shahriyar y Azarmidokht.
En 628, su padre fue depuesto por los nobles sasánidas a favor de su hermano Kavadh II, quien ejecutó a todos sus hermanos y medio hermanos. Sin embargo, Farrukhzad Khosrau logró huir a una fortaleza cerca de Nisibis donde se refugió. En 631 fue llevado a Ctesifonte por un noble sasánida llamado Zadhuyih, donde fue coronado rey del Imperio sasánida. Un mes después, sin embargo, al poco tiempo se enfrentó a una rebelión en la que fue derrocado y asesinado.